# Glandulosa harzi
Glandulosa harzi är en insektsart som beskrevs av Andrej Vasiljevitj Gorochov 1996. Glandulosa harzi ingår i släktet Glandulosa och familjen syrsor. Inga underarter finns listade i Catalogue of Life.